# Саралжинський сільський округ (Уїльський район)
Саралжи́нський сільський округ (каз. Саралжың ауылдық округі, рос. Саралжинский сельский округ) — адміністративна одиниця у складі Уїльського району Актюбінської області Казахстану. Адміністративний центр — село Кемер.
Населення — 1682 особи (2021; 2109 у 2009, 2658 у 1999, 2684 у 1989).
Станом на 1989 рік існувала Саралжинська сільська рада (села Аккемер, Бестамак, Кемер, Конрат ферма 4, Шикудук).

## Склад
До складу округу входять такі населені пункти:
| Населений пункт | Колишні назви  | Населення, осіб (1989) | Населення, осіб (1999) | Населення, осіб (2009) | Населення, осіб (2021) |
| --------------- | -------------- | ---------------------- | ---------------------- | ---------------------- | ---------------------- |
| Аккемер, село   | -              | 574                    | 628                    | 517                    | 369                    |
| Бестамак, село  | -              | 271                    | 247                    | 200                    | 167                    |
| Кемер, село     | -              | 1359                   | 1290                   | 1045                   | 917                    |
| Конират, село   | Конрат ферма 4 | 181                    | 148                    | 87                     | 53                     |
| Шикудук, село   | -              | 299                    | 345                    | 260                    | 176                    |